# Campeonato Mundial de Polo de 1987
El primer Campeonato Mundial de Polo se desarrolló en 1987 en la ciudad de Buenos Aires, capital de la República Argentina.
Las selecciones participantes en este campeonato fueron Argentina, Australia, Brasil, España y México. El evento se desarrolló en un sistema todos contra todos sin eliminatorias. Argentina y México empataron su encuentro a 14 goles, pero el equipo sudamericano levantó la copa por mayor cantidad de partidos ganados.
Argentina formó en la final con Diego Dodero, Martin Vidou, Esteban Panelo y Bautista Heguy, mientras que los subcampeones alinearon a Celis, González-Gracida, Aguilar y Nava Ayon.

## Resultados
- Campeón: Argentina
- Subcampeón: México
- 3° Lugar: Brasil
- 4° Lugar: España
- 5° Lugar: Australia